# Berberis corymbosa
Berberis corymbosa ist eine Pflanzenart aus der Familie der Berberitzengewächse (Berberidaceae). Sie stammt von der chilenischen Pazifikinsel Robinson Crusoe. Die Beschreibung der Art wurde 1833 veröffentlicht.

## Beschreibung
Berberis corymbosa wächst als Strauch oder strauchartiger Baum und erreicht Wuchshöhen von bis zu 5 Metern. Die Rinde junger Zweige ist rötlich-braun bis gelblich-braun und glatt und wird mit zunehmendem Alter grau bis hellbraun und rau. Dornen fehlen oft; wenn vorhanden sind diese dreiteilig, weich, die Dornäste sind 2 bis 5 Millimeter lang.
Die Laubblätter sind elliptisch oder verkehrt-eiförmig bis rundlich, 2 bis 4,2 Zentimeter lang und 0,8 bis 4 Zentimeter breit. Der Blattrand ist ganzrandig oder weist selten wenige stachelige Zähne auf. Der Blattstiel ist 3 bis 22 Millimeter lang, die Ansatzstelle des Blattes am Zweig bleibt nach dem Blattfall als bis 2 Millimeter langer Stumpf erhalten.
Der doldige oder rispige Blütenstand setzt sich zusammen aus bis zu zehn Blüten, der mit dem Blütenstandstiel 1,5 bis 7 Zentimeter lang werden kann. Die Blüten enthalten etwa 14 Blütenhüllblätter, sind 5 bis 6 Millimeter groß und stehen an 2 bis 20 Millimeter langen Blütenstielen.
Die kugelförmige Beere ist bis 9 Millimeter lang und der beständige Griffel ist etwa 1 Millimeter lang. Die Beere enthält einige zwischen 5 und 6 Millimeter große Samen.
Berberis corymbosa blüht in ihrer Heimat im November und Dezember, sie fruchtet von Januar bis Februar.

## Verbreitung
Diese Pflanzenart ist auf der zu Chile gehörenden Pazifikinsel Robinson Crusoe (Isla Más a Tierra) endemisch und ist die einzige auf dieser Insel heimische Berberis-Art. Die seltene Art wächst dort in feuchten Wäldern.

## Synonyme
- Berberis paniculata Phil.
- Berberis corymbosa var. paniculata (Phil.) Reiche